# Komariczi
Komariczi, także Komarycze (ros. Комаричи) – osiedle typu miejskiego (od 1957, kiedy włączono do niego wieś Łobanowo) w środkowej Rosji, centrum administracyjne rejonu komaryckiego w obwodzie briańskim.
Komariczi położona jest 98 km od Briańska. W 2020 r. miejscowość liczyła sobie 7714 mieszkańców.